# Bayraktar Akıncı
Bayraktar Akıncı («Акинджи́») — перспективний важкий ударний безпілотник турецького виробництва компанії Baykar. Безпілотник обладнаний українськими двигунами АІ-450С. Роботи над безпілотником розпочалися у 2018 році.

## Історія
Демонстрація першого прототипу БПЛА Akıncı відбулася у 2018 році. Тоді озвучувався намір встановити на нього турбодизельні двигуни PD-222 розробки турецького підприємства Tusas Engine Industries (TEI).
10 серпня 2019 року з української державної компанії «Укрспецекспорт» та турецького підприємства Baykar Makina було створене перше спільне українсько-турецьке підприємство у сфері високоточної зброї та аерокосмічних технологій. 12 серпня стало відомо, що українська сторона вже виготовила та передала два двигуни АІ-450Т для Akıncı.
1 вересня 2019 року було повідомлено, що на безпілотнику вже були встановлені українські двигуни.
21 вересня 2019 року під час проведення оборонної виставки Teknofest-2019 був продемонстрований перший прототип БПЛА, та зразки озброєння, що можуть використовуватися на апараті.
15 листопада 2019 року було оприлюднене відео, на якому було показано перші наземні випробування Akıncı. На відео видно, як БПЛА котиться по злітній смузі вночі з сигнальними вогнями, а керування ведеться із наземної станції дистанційного управління.
6 грудня 2019 року з'явилося відео першого польоту українсько-турецького безпілотника Akıncı. Під час польоту були перевірені всі системи, зокрема й українські двигуни, які показали відмінну роботу.

## Опис

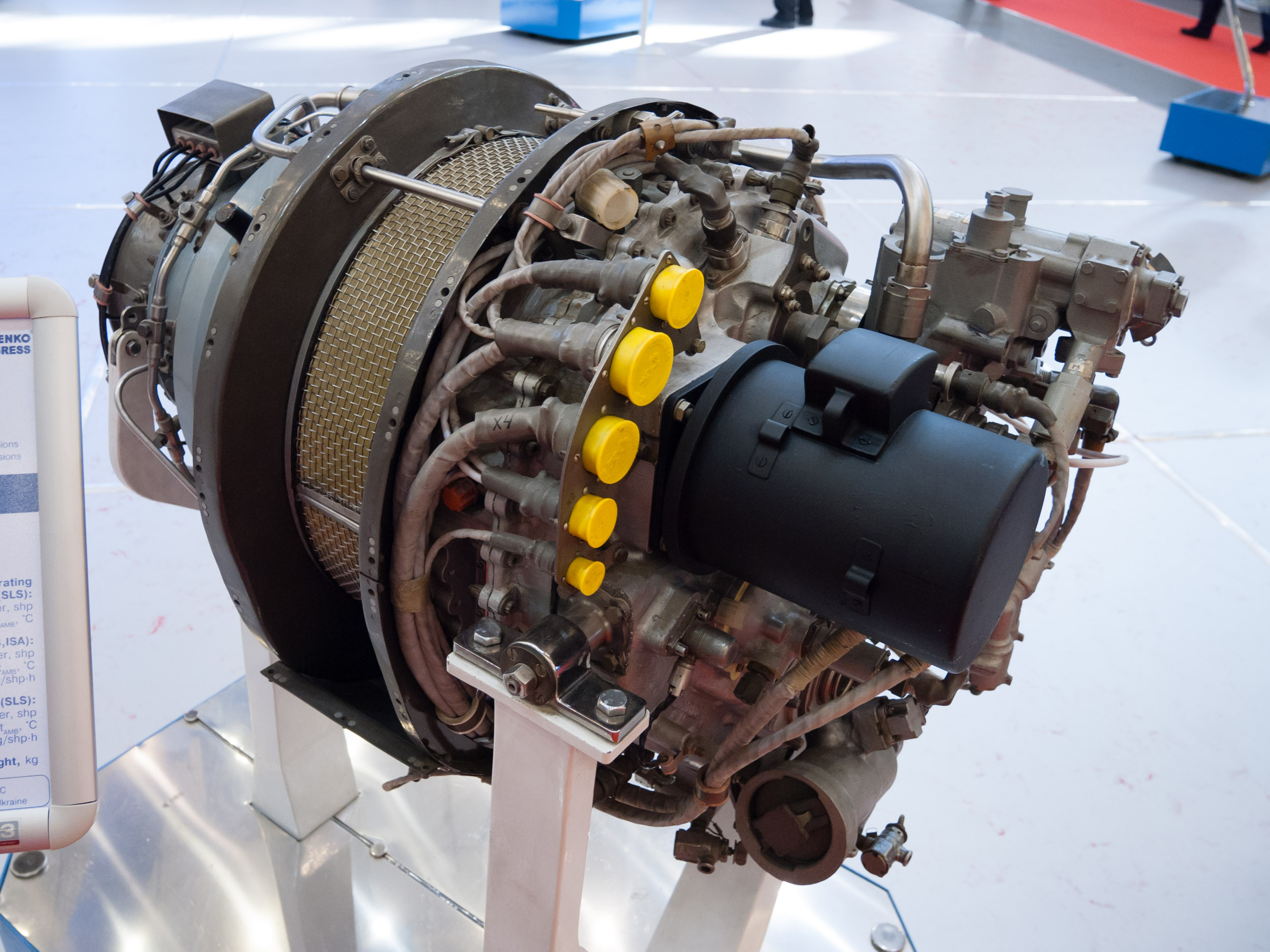
Двигун сімейства АІ-450

БПЛА розробляється з врахуванням досвіду застосування таких апаратів у сучасних збройних конфліктах. Планується оснащення літака озброєнням, типовим для пілотованих літаків. Розрахункове бойове навантаження літака понад 1000 кг. Достатня тяга для польоту повинна забезпечуватися українськими двигунами.
Два двигуни українського виробництва повинні забезпечити політ на висоті понад 12 км. Дрон має розмах крила 20 метрів, заявлена тривалість польоту — до 24 годин.
Безпілотник планується оснастити сучасними системами спостереження: від тепловізорів та потужних камер до радарів з активною фазованою антенною решіткою та численними сенсорами.

## Тактико-технічні характеристики
Загальні характеристики
- Вантажопідйомність: 1350
- Довжина: 12,2 м (40 фут 0 дюйм)
- Розмах: 20 м (65 фут 7 дюйм)
- Висота: 4,1 м (13 фут 5 дюйм)
- Максимальна злітна вага: 6 000 кг (13 228 фунт)
- Силова установка: 2 × АІ-450Т турбовальний двороторний

Льотні характеристики
- Тривалість польоту: 24 години
- Практична стеля: 12 000 м (39 370 фут)[11]

## Оператори

### Поточні
Туреччина
- Організація національної розвідки – 1[12]
- Повітряні сили – 10[13]
- Сухопутні війська – 1[12]

 Азербайджан
- Повітряні сили[14]

### Майбутні
Пакистан
- Повітряні сили – планують отримати після 2023[15].

### Азербайджан
В січні 2022 року в коментарі голови правління асоціації оборонних, авіаційних та космічних компаній SAHA Istanbul та генеральний директор компанії Baykar Makina, Халук Байрактар повідомив про перший експортний контракт на постачання Bayraktar Akıncı укладний в 2021 році. У рамках угоди, компанія Baykar Makina поставить неназваному замовнику самі ударні дрони Akıncı та наземні системи управління ними. Згодом стало відомо про те, що цим замовником став Азербайджан.

### Україна
За повідомленням голови фонду «Повернись живим» Тараса Чмута, станом на 4 лютого 2022, Україна зацікавлена в придбанні даних апаратів. Згодом, після купівлі коштом фонду комплекса Bayraktar TB2, Тарас Чмут сказав, що фонд «Повернись живим» також зацікавлений в купівлі Akıncı.
Також гендиректор компанії Baykar, Халюк Байрактар, у 2023 році в інтерв'ю для Радіо Свободи, повідомив, що Україна перша іноземна країна, якій турецька влада надала ліцензію на виробництво БпЛА Akinci.

## Бойове застосування
2 квітня 2023 року, з посиланням на повідомлення Baykar Makina, бойовий БПЛА Akıncı вперше уразив ціль. Вказується, що БПЛА піднявся у повітря в центрі, що знаходиться в Чорлу, провінції Текірдаг. Ціль була уражена в районі Сінопа, що в Чорноморському регіоні. Відстань між безпілотником та ціллю на момент запуску становила 140 км. Після чого Akıncı успішно приземлився в Чорлу.
19 вересня 2023 року ЗС Азербайджану в ході «антитерористичних операцій» наносили удари по позиціям та техніці ЗС Вірменії, найімовірніше, за допомогою Akıncı.
У ніч з 16 на 17 березня 2025 року бійці РПК збили Akıncı за допомогою невідомого зенітного ракетного комплексу (можливо, іранською ракетою «358») поблизу ірансько-іракського кордону.